# Motherwell Football Club
El Motherwell Football Club es un club de fútbol de Escocia, con sede en Motherwell, que juega en la Scottish Premiership, primera categoría del fútbol escocés. Fue fundado en 1886 y disputa sus partidos como local en el Fir Park.

## Historia
El 17 de mayo de 1886 los representantes de dos equipos obreros de Motherwell, Glencairn y Alpha, se reunieron en un pub local, en donde decidieron fusionar a los clubes con el objetivo de formar a una institución que representara a la localidad en su totalidad. El debut del Motherwell fue exitoso, ya que vencieron por 3-2 al Hamilton Academical.

## Palmarés

### Torneos nacionales
- Liga de Escocia (1): 1931-32
- Copa de Escocia (2): 1951-52, 1990-91
- Copa de la Liga de Escocia (1): 1950-51
- Segunda División de Escocia (4): 1953-54, 1968-69, 1981-82, 1984-85
- Summer Cup (2): 1943-44, 1964-65

## Participación en competiciones de la UEFA
| Temporada | Torneo                   | Ronda            | Rival              | Casa | Visita | Global       |
| --------- | ------------------------ | ---------------- | ------------------ | ---- | ------ | ------------ |
| 1991–92   | Recopa de Europa         | 1                | GKS Katowice       | 3–1  | 0–2    | 3–3 (v.)     |
| 1994–95   | Copa de la UEFA          | Preliminar       | HB                 | 3–0  | 4–1    | 7–1          |
| 1994–95   | Copa de la UEFA          | 1                | Borussia Dortmund  | 0–2  | 0–1    | 0–3          |
| 1995–96   | Copa de la UEFA          | Preliminar       | MyPA-47            | 1–3  | 2–0    | 3–3 (v.)     |
| 2008–09   | Copa de la UEFA          | 1                | Nancy              | 0–2  | 0–1    | 0–3          |
| 2009–10   | UEFA Europa League       | Clasificatoria 1 | Llanelli           | 0–1  | 3–0    | 3–1          |
| 2009–10   | UEFA Europa League       | Clasificatoria 2 | Flamurtari         | 8–1  | 0–1    | 8–2          |
| 2009–10   | UEFA Europa League       | Clasificatoria 3 | Steaua București   | 1–3  | 0–3    | 1–6          |
| 2010–11   | UEFA Europa League       | Clasificatoria 2 | Breiðablik         | 1–0  | 1–0    | 2–0          |
| 2010–11   | UEFA Europa League       | Clasificatoria 3 | Aalesund           | 3–0  | 1–1    | 4–1          |
| 2010–11   | UEFA Europa League       | Play-Off         | OB                 | 0–1  | 1–2    | 1–3          |
| 2012–13   | UEFA Champions League    | Clasificatoria 3 | Panathinaikos      | 0–2  | 0–3    | 0–5          |
| 2012–13   | UEFA Europa League       | Play-Off         | Levante            | 0–2  | 0–1    | 0–3          |
| 2013–14   | UEFA Europa League       | Clasificatoria 3 | Kuban Krasnodar    | 0–2  | 0–1    | 0–3          |
| 2014–15   | UEFA Europa League       | Clasificatoria 2 | Stjarnan           | 2–2  | 2–3    | 4–5          |
| 2020-21   | UEFA Europa League       | Clasificatoria 1 | Glentoran          | 5–1  | –      | 5–1          |
| 2020-21   | UEFA Europa League       | Clasificatoria 2 | Coleraine          | –    | 2–2    | 2–2 (3:0 p.) |
| 2020-21   | UEFA Europa League       | Clasificatoria 3 | Hapoel Be'er Sheva | –    | 0–3    | 0–3          |
| 2022-23   | Europa Conference League | Clasificatoria 2 | Sligo Rovers       | 0-1  | 0-2    | 0-3          |